# Ostružno (Nezdice na Šumavě)
Ostružno je vesnice, část obce Nezdice na Šumavě v okrese Klatovy v Plzeňském kraji. Nachází se asi 1,5 kilometru severozápadně od Nezdic na Šumavě. Je zde evidováno 79 adres. V roce 2011 zde trvale žilo čtyřicet obyvatel.
Ostružno leží v katastrálním území Ostružno na Šumavě o rozloze 4,53 km². Západně od Ostružna se nachází osada Klepačka a pramení zde Šimanovský potok.

## Historie
První písemná zmínka o vesnici pochází z roku 1450.

## Obyvatelstvo
| Rok            | 1869 | 1880 | 1890 | 1900 | 1910 | 1921 | 1930 | 1950 | 1961 | 1970 | 1980 | 1991 | 2001 | 2011 | 2021 |
| -------------- | ---- | ---- | ---- | ---- | ---- | ---- | ---- | ---- | ---- | ---- | ---- | ---- | ---- | ---- | ---- |
| Počet obyvatel | 291  | 300  | 345  | 359  | 409  | 388  | 354  | 216  | 233  | 188  | 112  | 90   | 57   | 40   | 75   |
| Počet domů     | 35   | 39   | 39   | 40   | 46   | 54   | 59   | 68   | 64   | 57   | 52   | 67   | 64   | 65   | 68   |

## Obecní správa
Ostružno bylo do 29. dubna 1976 samostatnou obcí. Od 30. dubna 1976 je částí Nezdic na Šumavě.

## Galerie

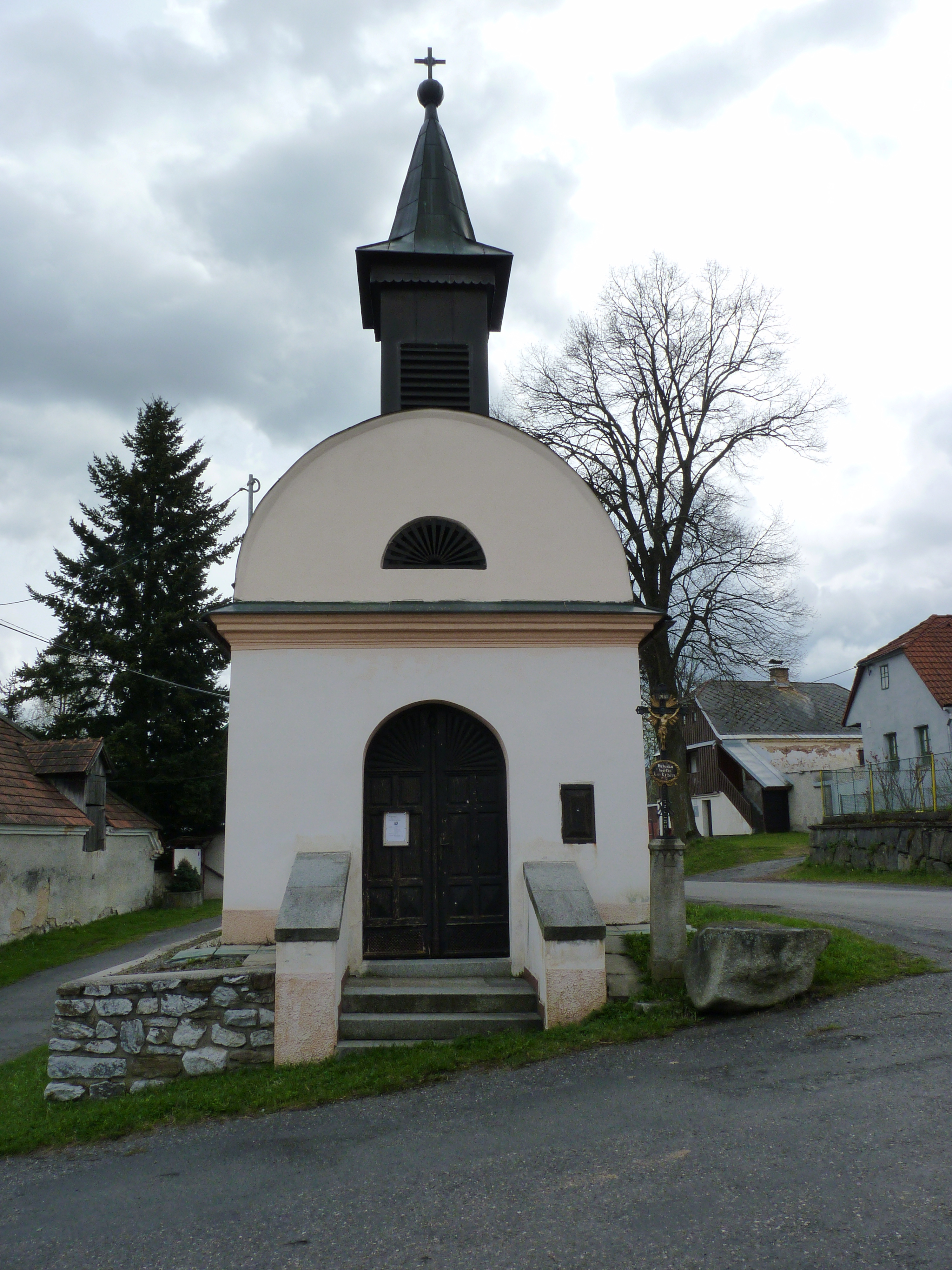
Kaple na návsi
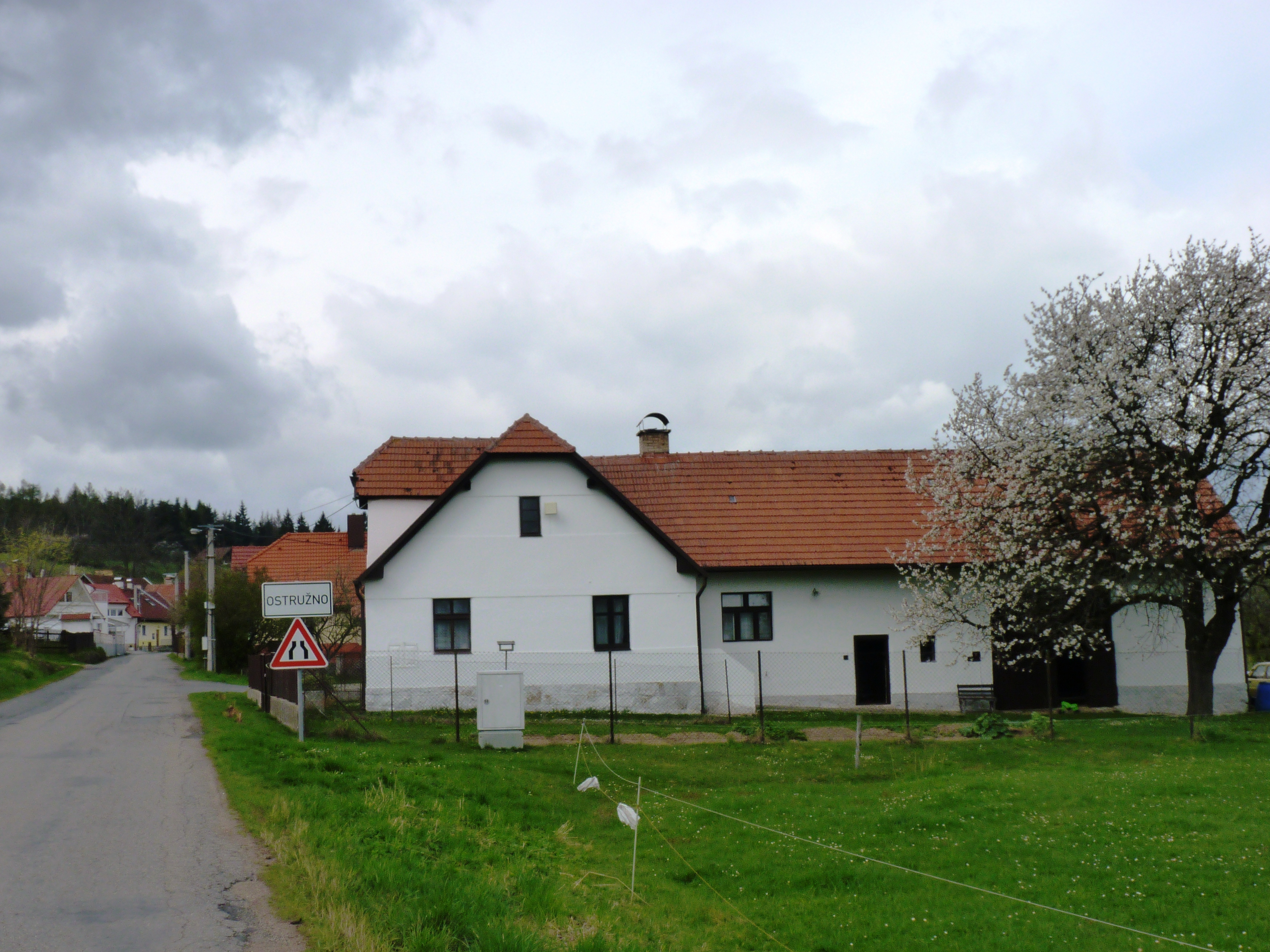
Začátek vesnice
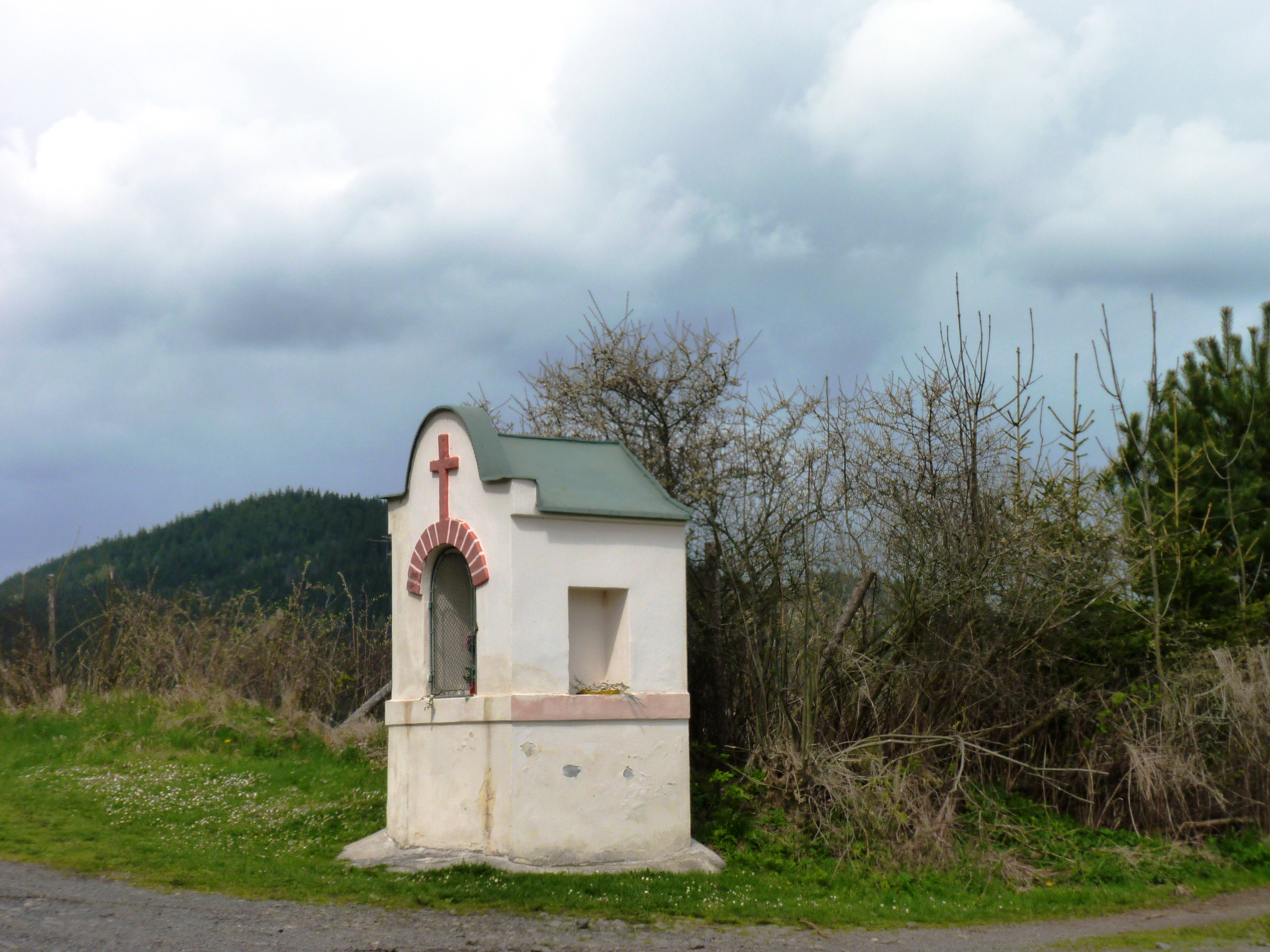
Kaplička u vesnice